# Djupträsket (Töre socken, Norrbotten, 733687-182440)
Djupträsket är en sjö i Kalix kommun i Norrbotten och ingår i Kalixälvens huvudavrinningsområde. Sjön har en area på 0,213 kvadratkilometer och ligger 56,1 meter över havet.

## Delavrinningsområde
Djupträsket ingår i det delavrinningsområde (733683-182312) som SMHI kallar för Mynnar i Kalixälvens vattendragsyta. Medelhöjden är 48 meter över havet och ytan är 15,78 kvadratkilometer. Räknas de 3 avrinningsområdena uppströms in blir den ackumulerade arean 53,73 kvadratkilometer. Kvarnån som avvattnar avrinningsområdet har biflödesordning 2, vilket innebär att vattnet flödar genom totalt 2 vattendrag innan det når havet efter 23 kilometer. Avrinningsområdet består mestadels av skog (71 procent) och sankmarker (17 procent). Avrinningsområdet har 0,28 kvadratkilometer vattenytor vilket ger det en sjöprocent på 1,8 procent.